# Jean-Guillaume de Borchgrave d'Altena

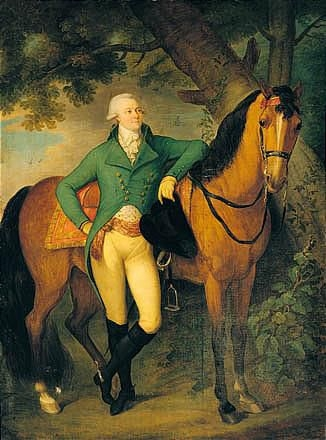

Jean Guillaume Michel Pascal graaf de Borchgrave d'Altena, heer van Bovelingen, Rukkelingen, Pepingen en Marlinne (Mechelen-Bovelingen, 6 april 1749 – aldaar, 7 mei 1818) was een Zuid-Nederlands politicus en edelman.

## Levensloop
De Borchgrave d'Altena werd in 1749 in het prinsbisdom Luik geboren als zoon van Jean Baptiste Ernest de Borchgrave d'Altena, lid van de adelstand van het prinsbisdom, en Anne Barbe Antoinette de Pollart. De katholieke De Borchgrave d'Altena was pair in de leenzaal van Kuringen. Later werd hij door de prins-bisschop van Luik benoemd tot landdrost van het ambt Montenaken. Vervolgens was hij grootbaljuw van ditzelfde ambt. 
In 1816 werd hij onder het Verenigd Koninkrijk der Nederlanden erkend in de erfelijke adel met de titel graaf, overdraagbaar op al zijn afstammelingen. Hij werd tevens benoemd tot lid van de Ridderschap van de provincie Limburg.
Van 21 september 1815 tot aan zijn dood fungeerde de graaf als lid van de Eerste Kamer der Staten-Generaal.
Hij is de stamvader van alle leden van het Belgische adellijke geslacht De Borchgrave d'Altena.
Hij was getrouwd met Françoise Caroline Wilhelmine barones de Blanckart, vrouwe van Issum (1749-1837), en samen kregen ze vijf kinderen, onder wie drie zonen met nageslacht de Borchgrave.

## Zonen
In 1816 werden de vier zonen van Jean-Guillaume mee in de erfelijke adel opgenomen, met de titel graaf:
- Guillaume Georges François de Borchgrave d'Altena (Luik, 7 maart 1774 - Bovelingen, 19 april 1845). Hij was lid van de Tweede Kamer en Belgisch senator.
- Jean-Louis de Borchgrave-d'Altena (Bovelingen, 10 maart 1775 - rond 1826-1827). Hij werd ridder in de Duitse Orde, en werd in 1816 samen met zijn vader en zijn broers in de erfelijke adel erkend met de titel graaf. Voorts is over hem niets bekend.
- Michel de Borchgrave d'Altena (Bovelingen, 18 september 1776 - Herstal, 3 februari 1853) was cavaleriekapitein. Hij trouwde in 1822 in Luik met Joséphine Smits (1800-1854) en ze hadden drie zoons, van wie twee voor afstammelingen zorgden. Hij werd in 1816 mee in de erfelijke adel opgenomen.
- Charles Alexandre Frédéric de Borchgrave d'Altena (Bovelingen, 22 november 1780 - Hoei, 16 juli 1858) was cavaleriekapitein onder het Franse keizerrijk. Hij werd in 1816 eveneens in de erfelijke adel erkend. Hij trouwde in 1818 met Marguerite François (1797-1855) en ze hadden een zoon. Deze familietak is in 1934 uitgestorven.